# Mario Birsa
Mario Birsa, slovenski ljudski pesnik, * 21. april 1897, Pristava (Nova Gorica), † 9. december 1969, Gorica.
Ljudsko šolo je obiskoval v Gorici. Med 1. svetovno vojno je bil avstrijski vojak na raznih bojiščih. Po vojni se je kot kovinar zaposlil v goriški tovarni strojev SAFOG. Pesmi je začel pisati po 2. svetovni vojni. Val slovenskega navdušenja in sprostitve, ki se je dvignil po dolgem fašističnem zatiranju je tudi njemu sprostil duha. Prve pesmi je objavil v listu Pastirček (1950) in mu ostal zvest do smrti. Kasneje so njegove pesmi izšle tudi v goriškem Katoliškem glasu (1954-1966) in 
koledarjih Goriške Mohorjeve družbe (1960-1964). Pesmi je največkrat podpisal kot Tugomir. V rokopisni zapuščini je ostal zvezek pesmi, ki predstavlja dve v sebi zaključeni zbirki z naslovoma: Iz teme v svit ter Od zore do zvezd.
Delal je tudi v prosveti. Po 1. svetovni vojni pri društvu Mladika. Bil pa je tudi trener težke atletike v Stražicah (Goriška pokrajina). V metu kopija je za Italijo nastopil na olimpijskih igrah.  Športna zveza Italije mu je podelila več priznanj in odlikovanj.